# Started from the Bottom
Started from the Bottom은 캐나다의 랩퍼 드레이크의 노래이다. 중독성있는 후크가 특징이며, 앨범 Nothing Was the Same에 수록되어 있다. 빌보드 핫 100 차트 최고 성적은 6위이다.

## 곡 목록
| #  | 제목                        | 재생 시간 |
| -- | --------------------------- | --------- |
| 1. | 〈Started from the Bottom〉 | 2:53      |